# Röå alsumpskog
Röå alsumpskog este o arie protejată (arie specială de conservare — SAC, sit de importanță comunitară — SCI) din Suedia întinsă pe o suprafață de 12 ha, integral pe uscat.

## Localizare
Centrul sitului Röå alsumpskog este situat la coordonatele 58°24′31″N 14°23′33″E / 58.4085°N 14.3926°E.

## Înființare
Situl Röå alsumpskog a fost declarat sit de importanță comunitară în ianuarie 1998 pentru a proteja un număr necunoscut de specii din flora spontană și fauna sălbatică aflate în arealul zonei. Situl a fost protejat și ca arie specială de conservare în martie 2011.

## Biodiversitate
Situată în ecoregiunea boreală, aria protejată conține 1 habitat natural: Păduri caducifoliate de mlaștină fino-scandinave.
La baza desemnării sitului se află un număr nedeclarat de specii protejate.